# المستثمر الذكي
المستثمر الذكي هو كتاب من تأليف بنيامين غراهام، الذي نُشر لأول مرة في عام 1949، هو كتاب نال استحسانًا واسعًا عن استثمار القيمة. يعلم الكتاب إستراتيجيات القراء حول كيفية استخدام استثمار القيمة بنجاح في سوق الأوراق المالية.